# Arrondissement d'Avallon
L'arrondissement d'Avallon est une division administrative française, située dans le département de l'Yonne et la région Bourgogne-Franche-Comté.

## Composition

### Composition avant 1926
De 1800 (an VIII) à 1926, l'arrondissement comprenait les cantons actuels, sauf :
- canton d'Ancy-le-Franc, canton de Cruzy-le-Châtel, canton de Flogny-la-Chapelle, canton de Noyers et canton de Tonnerre, détachés en 1926 de l'ancien arrondissement de Tonnerre, supprimé à cette occasion et jamais restauré.

### Composition de 1926 à 2015
Composition de l'arrondissement depuis 1926 :
- Canton d'Ancy-le-Franc, qui groupe 18 communes :
  - Aisy-sur-Armançon, Ancy-le-Franc, Ancy-le-Libre, Argentenay, Argenteuil-sur-Armançon, Chassignelles, Cry, Fulvy, Jully, Lézinnes, Nuits, Pacy-sur-Armançon, Perrigny-sur-Armançon, Ravières, Sambourg, Stigny, Villiers-les-Hauts et Vireaux.
- Canton d'Avallon, qui groupe 16 communes :
  - Annay-la-Côte, Annéot, Avallon, Domecy-sur-le-Vault, Étaule, Girolles, Island, Lucy-le-Bois, Magny, Menades, Pontaubert, Sauvigny-le-Bois, Sermizelles, Tharot, Thory et Vault-de-Lugny.
- Canton de Cruzy-le-Châtel, qui groupe 16 communes :
  - Arthonnay, Baon, Cruzy-le-Châtel, Gigny, Gland, Mélisey, Pimelles, Quincerot, Rugny, Saint-Martin-sur-Armançon, Sennevoy-le-Bas, Sennevoy-le-Haut, Tanlay, Thorey, Trichey et Villon.
- Canton de Flogny-la-Chapelle, qui groupe 14 communes :
  - Bernouil, Beugnon, Butteaux, Carisey, Dyé, Flogny-la-Chapelle, Lasson, Neuvy-Sautour, Percey, Roffey, Sormery, Soumaintrain, Tronchoy et Villiers-Vineux.
- Canton de Guillon, qui groupe 17 communes :
  - Bierry-les-Belles-Fontaines, Cisery, Cussy-les-Forges, Guillon, Marmeaux, Montréal, Pisy, Saint-André-en-Terre-Plaine, Sainte-Magnance, Santigny, Sauvigny-le-Beuréal, Savigny-en-Terre-Plaine, Sceaux, Thizy, Trévilly, Vassy et Vignes.
- Canton de L'Isle-sur-Serein, qui groupe 13 communes :
  - Angely, Annoux, Athie, Blacy, Coutarnoux, Dissangis, L'Isle-sur-Serein, Joux-la-Ville, Massangis, Précy-le-Sec, Provency, Sainte-Colombe et Talcy.
- Canton de Noyers, qui groupe 15 communes :
  - Annay-sur-Serein, Censy, Châtel-Gérard, Étivey, Fresnes, Grimault, Jouancy, Môlay, Moulins-en-Tonnerrois, Nitry, Noyers, Pasilly, Poilly-sur-Serein, Sainte-Vertu et Sarry.
- Canton de Quarré-les-Tombes, qui groupe 7 communes :
  - Beauvilliers, Bussières, Chastellux-sur-Cure, Quarré-les-Tombes, Saint-Brancher, Saint-Germain-des-Champs et Saint-Léger-Vauban.
- Canton de Tonnerre, qui groupe 15 communes :
  - Béru, Cheney, Collan, Dannemoine, Épineuil, Fleys, Junay, Molosmes, Serrigny, Tissey, Tonnerre, Vézannes, Vézinnes, Viviers et Yrouerre.
- Canton de Vézelay, qui groupe 18 communes :
  - Asnières-sous-Bois, Asquins, Blannay, Brosses, Chamoux, Châtel-Censoir, Domecy-sur-Cure, Foissy-lès-Vézelay, Fontenay-près-Vézelay, Givry, Lichères-sur-Yonne, Montillot, Pierre-Perthuis, Saint-Moré, Saint-Père, Tharoiseau, Vézelay et Voutenay-sur-Cure.

### Découpage communal depuis 2015
Depuis 2015, le nombre de communes des arrondissements varie chaque année soit du fait du redécoupage cantonal de 2014 qui a conduit à l'ajustement de périmètres de certains arrondissements, soit à la suite de la création de communes nouvelles. Le nombre de communes de l'arrondissement d'Avallon est ainsi de 149 en 2015, 149 en 2016, 139 en 2017 et 135 en 2019.
Au 1er janvier 2024, l'arrondissement groupe les 135 communes suivantes :
1. Aisy-sur-Armançon
2. Ancy-le-Franc
3. Ancy-le-Libre
4. Angely
5. Annay-la-Côte
6. Annay-sur-Serein
7. Annéot
8. Annoux
9. Arcy-sur-Cure
10. Argentenay
11. Argenteuil-sur-Armançon
12. Arthonnay
13. Asnières-sous-Bois
14. Asquins
15. Athie
16. Avallon
17. Baon
18. Beauvilliers
19. Bernouil
20. Bierry-les-Belles-Fontaines
21. Blacy
22. Blannay
23. Bois-d'Arcy
24. Brosses
25. Bussières
26. Censy
27. Chamoux
28. Chassignelles
29. Chastellux-sur-Cure
30. Châtel-Censoir
31. Châtel-Gérard
32. Cheney
33. Collan
34. Coutarnoux
35. Cruzy-le-Châtel
36. Cry
37. Cussy-les-Forges
38. Dannemoine
39. Dissangis
40. Domecy-sur-Cure
41. Domecy-sur-le-Vault
42. Dyé
43. Épineuil
44. Étaule
45. Étivey
46. Flogny-la-Chapelle
47. Foissy-lès-Vézelay
48. Fontenay-près-Vézelay
49. Fresnes
50. Fulvy
51. Gigny
52. Girolles
53. Givry
54. Gland
55. Grimault
56. Guillon-Terre-Plaine
57. Island
58. L'Isle-sur-Serein
59. Jouancy
60. Joux-la-Ville
61. Jully
62. Junay
63. Lézinnes
64. Lichères-sur-Yonne
65. Lucy-le-Bois
66. Magny
67. Marmeaux
68. Massangis
69. Mélisey
70. Menades
71. Merry-sur-Yonne
72. Môlay
73. Molosmes
74. Montillot
75. Montréal
76. Moulins-en-Tonnerrois
77. Noyers
78. Nuits
79. Pacy-sur-Armançon
80. Pasilly
81. Perrigny-sur-Armançon
82. Pierre-Perthuis
83. Pimelles
84. Pisy
85. Pontaubert
86. Précy-le-Sec
87. Provency
88. Quarré-les-Tombes
89. Quincerot
90. Ravières
91. Roffey
92. Rugny
93. Saint-André-en-Terre-Plaine
94. Saint-Brancher
95. Sainte-Colombe
96. Saint-Germain-des-Champs
97. Saint-Léger-Vauban
98. Sainte-Magnance
99. Saint-Martin-sur-Armançon
100. Saint-Moré
101. Saint-Père
102. Sainte-Vertu
103. Sambourg
104. Santigny
105. Sarry
106. Sauvigny-le-Beuréal
107. Sauvigny-le-Bois
108. Savigny-en-Terre-Plaine
109. Sennevoy-le-Bas
110. Sennevoy-le-Haut
111. Sermizelles
112. Serrigny
113. Stigny
114. Talcy
115. Tanlay
116. Tharoiseau
117. Tharot
118. Thizy
119. Thorey
120. Thory
121. Tissey
122. Tonnerre
123. Trichey
124. Tronchoy
125. Vassy-sous-Pisy
126. Vault-de-Lugny
127. Vézannes
128. Vézelay
129. Vézinnes
130. Villiers-les-Hauts
131. Villon
132. Vireaux
133. Viviers
134. Voutenay-sur-Cure
135. Yrouerre

## Démographie
En 2022, l'arrondissement comptait 40 669 habitants.
| 1968   | 1975   | 1982   | 1990   | 1999   | 2006   | 2011   | 2016   | 2021   |
| ------ | ------ | ------ | ------ | ------ | ------ | ------ | ------ | ------ |
| 51 446 | 51 572 | 50 492 | 49 885 | 50 618 | 49 516 | 49 130 | 43 189 | 40 732 |

| 2022   | - | - | - | - | - | - | - | - |
| ------ | - | - | - | - | - | - | - | - |
| 40 669 | - | - | - | - | - | - | - | - |

## Administration
| Période         | Période          | Identité              | Fonction précédente | Observation |
| --------------- | ---------------- | --------------------- | ------------------- | ----------- |
|                 |                  |                       |                     |             |
| 1851            | 1858             | Joseph-Eugène Amelin  |                     |             |
|                 |                  |                       |                     |             |
| 11 janvier 1926 | 5 février 1926   | Marc Eugène Chevalier |                     |             |
|                 |                  |                       |                     |             |
| 28 juin 1959    | 21 novembre 1962 | Jean Busnel           |                     |             |
|                 |                  |                       |                     |             |
|                 | 11 avril 2008    | Jean-Pierre Balloux   |                     |             |
|                 |                  |                       |                     |             |